# بارو تاون
بارو تاون (بالإنجليزية: Barrow Town Football Club)‏ هو نادٍ لكرة القدم مقره في قرية بارو أبون سور، في ليسيسترشاير، بإنجلترا.

## سجلات النادي
- أفضل أداء في كأس الاتحاد الإنجليزي: الجولة التأهيلية الثالثة، 2011–12.[1]